# Der kleine Fisch und der Fischer

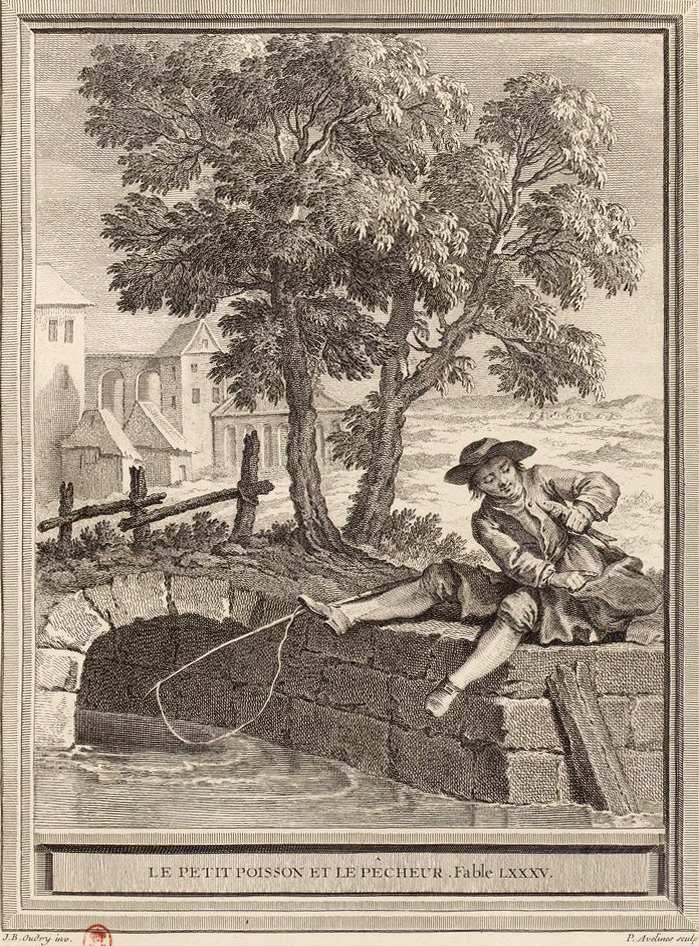
Le petit poisson et le pêcheur

Der kleine Fisch und der Fischer (französisch: Le petit Poisson et le Pecheur) ist die dritte Fabel im fünften Buch der Fabelsammlung des französischen Dichter Jean de La Fontaine. Die Geschichte ist eine aufgearbeitete Fabel von Äsop, die von einem kleinen Fisch erzählt, der einem Fischer an die Angel geht und gefangen wird. Das Fischlein versucht den Fischer zu überzeugen ihm das Leben zu schenken, da es doch keine ausreichende Mahlzeit gäbe, dann käme es, wenn es nach einiger Zeit an Gewicht zugenommen hätte und ließe sich erneut fangen. Der Fischer hat kein Erbarmen und behält den kleinen Fisch, um ihn zu braten. Bei Äsop lautete die Moral, man solle sich nicht mit eitlen Hoffnungen speisen. Der Fischer in La Fontaines Version höhnt: „Nein, Fischlein, guter Freund, du predigst zwar wie ein Pfaff, kommst in die Pfanne doch!“ Die Moral besagt dann, dass ein „Hab ich“ mehr gilt als zwei „Hätt ich“, jenes ist sicher, dieses nicht.
Die Vermenschlichung seiner Tierporträts ist eine Technik La Fontaines, die ihm ermöglichte, durch die Tiere als „précepteurs de l’homme“ (Lehrer des Menschen) Kritik am Menschen (seinem Schüler) zu implizieren. Die Tiere in seinen Fabeln sprechen und argumentieren wie Menschen und verdienen daher die gleichen Rechte. Um diesen Effekt zu erzielen, wird die Beziehung zwischen Tier und Mensch falsch gewichtet, so dass die beiden einen vergleichbaren Status zu haben scheinen. Als der Fischer den kleinen Fisch fängt, artikuliert sich sein Opfer logisch und ist in der Lage, die Situation zu gleichen Bedingungen zu verhandeln und zu debattieren. („...wart bis ich erst ein Karpfen bin ... ein reicher Pächter zahlt für mich dann guten Preis.“) Es ist bestürzend, als klar wird, dass der Fischer die Macht über Leben und Tod seines Gefangenen hat. La Fontaine erwähnt den kleinen Fisch in seiner späteren Fabel vom Hund und dem mageren Wolf.